# Villa Gradenigo Sabbatini

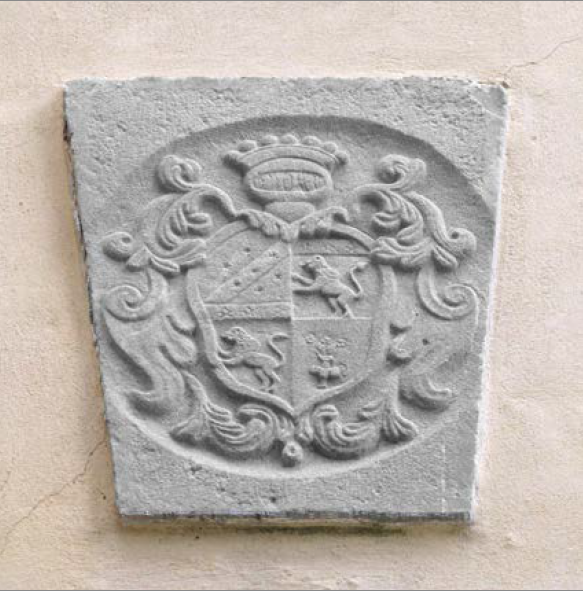
Stemma della famiglia patrizia Sabbatini, XVII sec, in pietra, sormontata da corona comitale. Oggi posizionata all'esterno della cappella gentilizia, originariamente decorava la chiave di volta del portale di accesso.

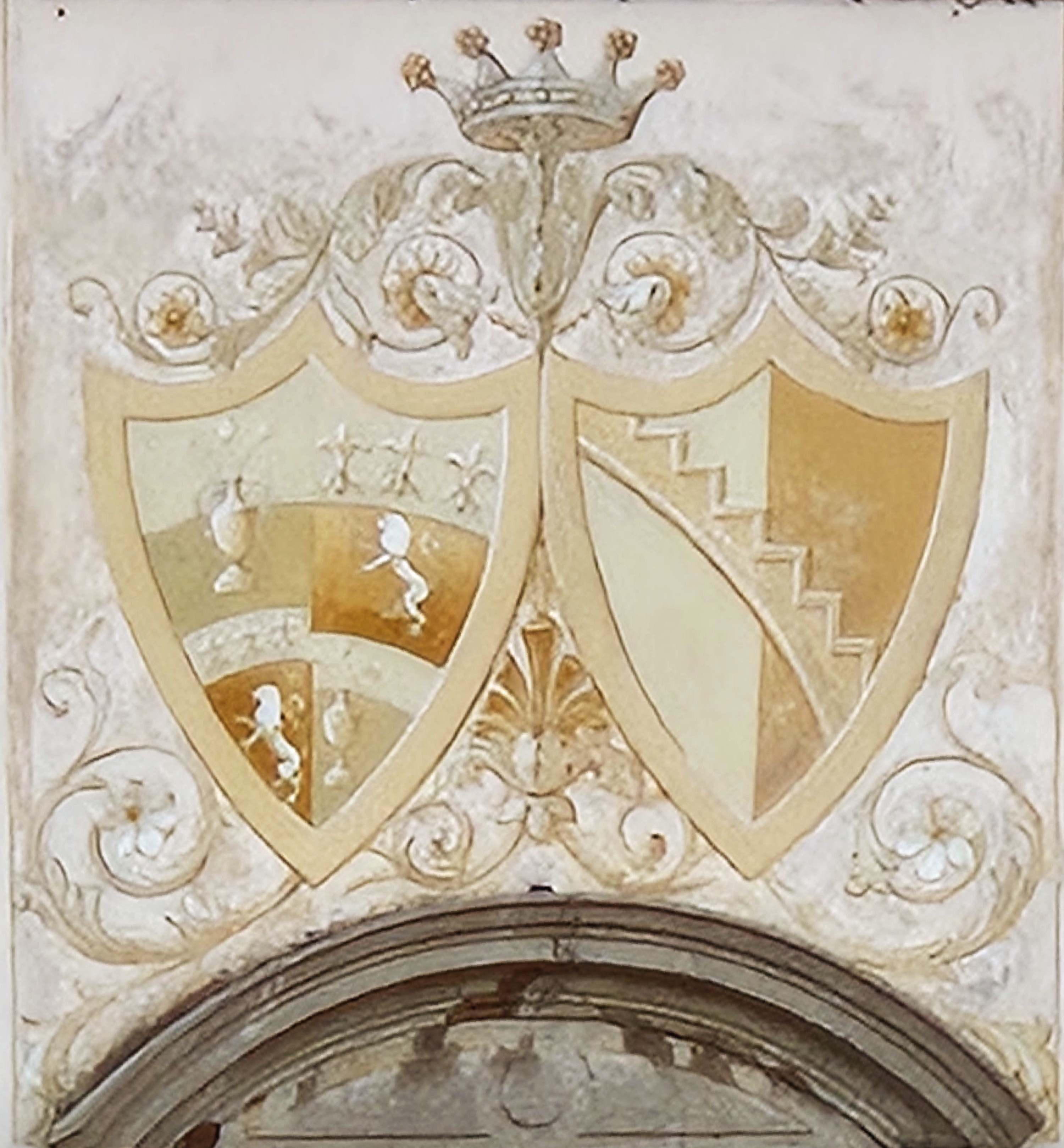
Gli stemmi affrescati sulla facciata delle famiglie Gradenigo (a destra) e Sabbatini (a sinistra) sormontate dalla più semplice corona nobiliare

Villa Gradenigo Sabbatini è una villa veneta nel comune di Pozzuolo del Friuli (UD).

## Storia
La Villa sorge su un'area utilizzata anticamente come castelliere. In particolare nei terreni retrostanti sono stati rinvenuti, durante gli scavi svolti tra il 1980 e il 1987, resti degli uomini, delle donne e dei bambini che abitavano nel castelliere di Pozzuolo, risalenti tra la metà dell’VIII fino agli inizi del V sec. a.C.  L'area è inserita nelle aree di interesse archeologico del Piano Paesaggistico Regionale.
Il nucleo del complesso di edifici oggi visibili fu costruito nel Settecento dai conti Treo di Udine. La villa fu poi acquistata successivamente dalla famiglia Sabbatini nel 1732. Stefano Sabbatini (1771 - 1851, Chiesa della B.V. del Carmine di Udine) o Sabbadini, per consuetudine udinese, morì senza discendenza, dopo avere nominato con testamento del 1843 erede universale la moglie, la contessa di origine veneziana Cecilia Doralice Gradenigo (Corfù 1780 - Udine 1864), sposata nel 1799, primogenita dei tre figli di Giacomo Gradenigo e della N.d. Cecilia Maria Bianza.  La proprietà rimase della N.d. Cecilia Gradenigo fino al 1864, quando, alla morte della vedova, mediante atto testamentario, fu costituito un lascito per l'istituzione di una “Scuola Agraria pei figli orfani del contadino povero a base di cristiana educazione”, con sede nella villa di campagna della famiglia, presso la tenuta di Pozzuolo del Friuli, da costituirsi a venti anni dalla sua scomparsa.
Nel 1881 fu pertanto costituita l'Opera Pia Sabbatini, proprietaria dei beni immobili afferenti al lascito testamentario e amministratrice della "Scuola pratica di Agricoltura per la provincia di Udine", istituita con Regio Decreto del 2 gennaio 1881.
Durante l'utilizzo dell'immobile da parte dell'istituzione scolastica furono effettuati diversi interventi edilizi, che hanno modificato gli edifici accessori, lasciando inalterato l'aspetto esteriore del nucleo storico.

Nel 1960 l'istituto venne trasferito, la villa venne restaurata e dal 1980 è stata destinata a sede di diversi enti pubblici di ricerca e sperimentazione agraria, oggi confluiti nell'Agenzia Regionale per lo Sviluppo Rurale ERSA FVG. Il complesso ospita oggi anche la biblioteca "Luigi Chiozza" dell'ERSA.

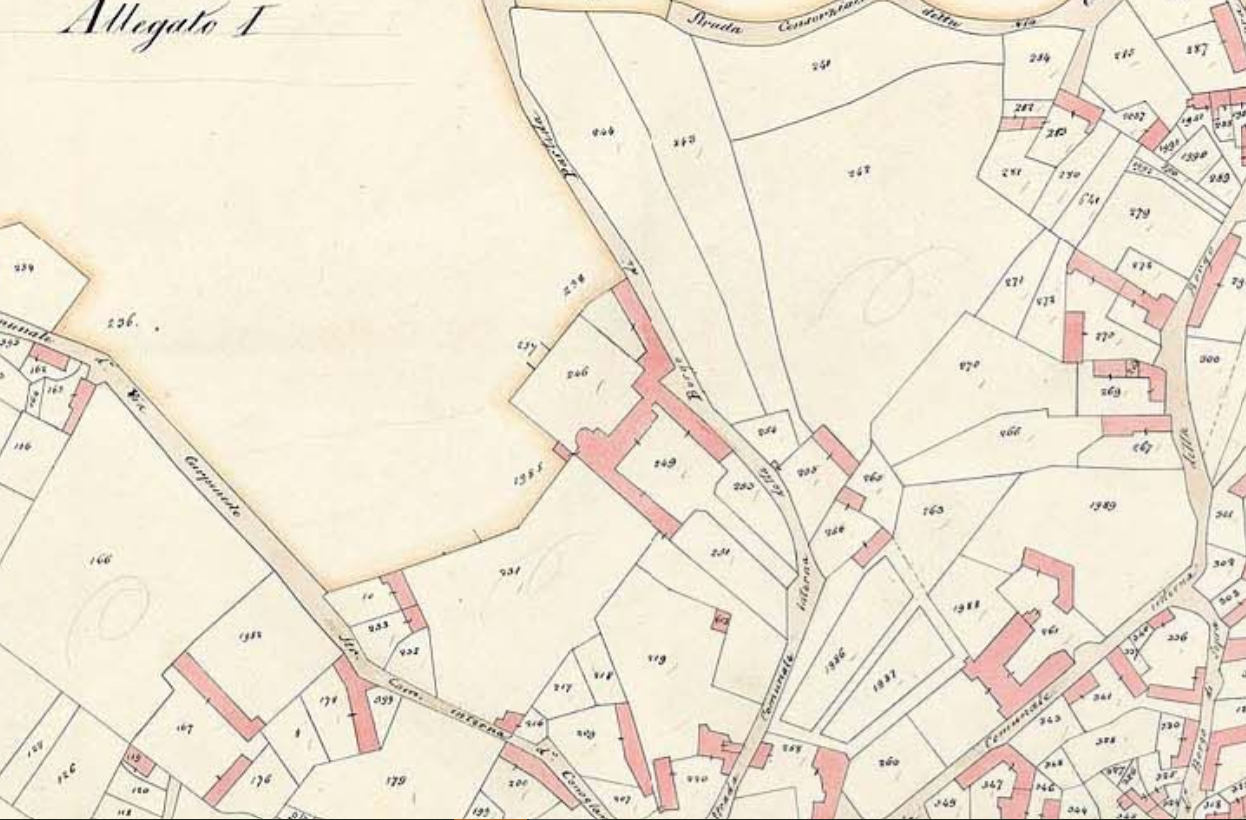
Dettaglio dell'area della villa dal catasto storico del Comune di Pozzuolo del Friuli, 1843. È visibile la struttura del giardino antistante e la collocazione originaria della cappella gentilizia, individuabile dalla forma dell'abside.

Il complesso è stato dichiarato bene di interesse culturale a seguito di procedimento ai sensi della L. 1089/1939 (Sulla tutela delle cose di interesse artistico e storico), art. 3, oggi sostituito da artt. 10 e 12 del D.Lgs 42/2004, con notifica da parte della Soprintendenza Archeologica di Trieste in data 05 maggio 1978, con la seguente motivazione: “…Antichissimo e importante esempio di cortina fortificata di valore monumentale per l'imponenza ed eleganza. Il complesso [è] sorto in origine come rifugio agli abitanti del luogo per proteggersi dalle frequenti scorrerie degli Ungari …”. Il complesso di immobili è catalogato dal servizio Patrimonio Culturale FVG.
Il giardino è citato nel censimento dei parchi e giardini storici del Friuli Venezia Giulia.
Oggi l'originaria istituzione benefica voluta dalla contessa Cecilia Doralice Gradenigo si è trasformata in "Fondazione Co. Stefano Sabbatini", mentre la Scuola agraria è divenuta l'Istituto Professionale Agrario “S. Sabbatini”, sito in via delle Scuole 10 a Pozzuolo del Friuli.

## Descrizione
Il complesso di edifici è costituito dall'edificio padronale, affiancato da due barchesse laterali cui risulta collegato da corpi di fabbrica retrocessi, e da una serie di edifici che li circondano. La villa padronale assieme alla due barchesse, rimaneggiate negli anni in ragione della funzione rurale iniziale, risultano pertanto poste in una conformazione planimetrica a “U”, tipica della Villa Veneta, che racchiude il cortile d'onore. L'accesso al compendio è preceduto da un cancello in ferro battuto, con pilastri in mattoni decorati da sfere in pietra, e da un viale, che separa le due ali di giardino e si trova in asse con il brolo retrostante. Originariamente il cancello di ingresso era costituito da un portale, del quale rimane traccia nella chiave di volta contenente lo stemma della famiglia Sabbatini, oggi posizionato all'esterno della cappella gentilizia.
Sul lato destro della villa si trova la cappella gentilizia intitolata alla "Santa Croce", costruita nel 1707, e inglobata da un annesso. Nella cappella era conservata una delle versioni della "Madonna del Pannolino" attribuita a Bernardino Luini, oggi conservata al Museo diocesano di Udine (una ulteriore versione si trova al Louvre). Originariamente la cappella gentilizia trovava posto sul lato destro della villa, come visibile dalle mappe catastali napoleoniche pubblicate nel 1843.

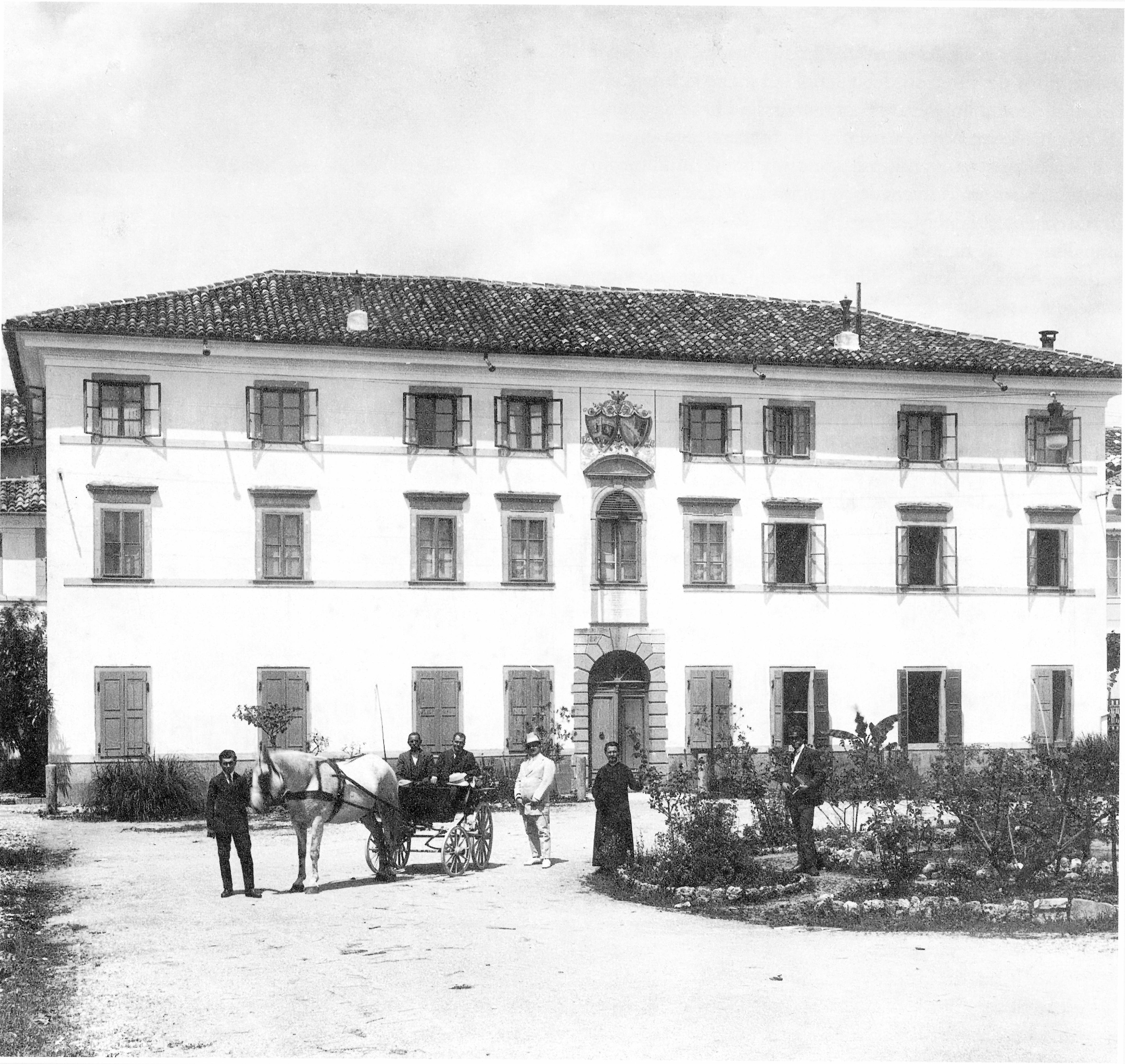
Villa Gradenigo Sabbatini a Pozzuolo del Friuli, circa 1880

La villa è costituita da un volume compatto articolato su tre ordini di finestre, e composto simmetricamente rispetto a un asse centrale, ha pianta rettangolare e il tetto a padiglione. La facciata principale è arricchita sopra al balcone centrale dagli stemmi della famiglia Gradenigo e della famiglia Sabbatini. Si nota una differenza tra lo stemma della famiglia Sabbadini scolpito in pietra e quello affrescato in facciata: quello in pietra riporta in uno dei quarti lo stemma della famiglia Zabarella di Padova, mentre lo stemma in facciata ricalca il disegno presentato da Stefano Sabbatini alla Imperial Regia Commissione Araldica per il riconoscimento del titolo di conte, attribuito alla famiglia inizialmente nel 1795 proprio in considerazione della parentela con la famiglia comitale patavina, parentela poi disconosciuta, assieme quindi al titolo, dalla commissione nel 1820.
Il portale centrale di accesso all'edificio padronale è articolato in un arco a tutto sesto in bugnato, con soprastante balaustra. Le aperture sono simmetriche rispetto al fronte principale. Il prospetto è diviso orizzontalmente da una fascia in pietra in leggero rilievo che collega i davanzali delle finestre dei vari piani. Diverso il prospetto sul retro, caratterizzato alla sommità da un timpano centrale con oculo.
Internamente gli spazi hanno la classica conformazione della villa veneta, con i saloni passanti al piano terra e primo, e la ripartizione delle stanze laterali. La sala di ingresso conserva alcuni stucchi raffiguranti le Arti. Lo scalone di accesso al primo piano occupa l'angolo posteriore destro. Dallo scalone è possibile inoltre accedere alla sala di preghiera privata, preceduta da un monumentale accesso decorato con testa di moro, con affaccio diretto alla cappella gentilizia. Le barchesse che racchiudono il giardino si elevano su due piani e non presentano caratteristiche di pregio. L'edificio padronale e le barchesse sono state notevolmente modificate al loro interno, in relazione all'esigenza di ospitarvi prima una scuola con annesso convitto e successivamente uffici e laboratori.
Il complesso è circondato da numerosi edifici rustici, anche essi rimaneggiati nel tempo, dai caratteri semplici che originariamente erano dedicati alle lavorazioni agricole della tenuta.